# Dysdera bakhtiari
Dysdera bakhtiari (лат.) — вид аранеоморфных пауков из семейства Dysderidae.
Обнаружен в Иране. Назван в честь иранской группы племён бахтиары, проживающей преимущественно в провинциях Чехармехаль и Бахтиария, Хузестан, Лурестан, Бушер и Исфахан.

## Описание
Мелкий паук. Общая длина голотипа самца 5,97 мм. Карапакс 2,55 мм в длину и 1,97 в ширину. Диаметры глаз: передние AME 0,10 мм, заднесрединные PME 0,08 мм, заднебоковые PLE 0,11 мм. Карапакс, стернум, хелицеры, лабиум и максиллы красновато-коричневые. Ноги оранжевые. Брюшко кремового цвета, без рисунка. Паутинные железы равномерно кремового цвета. Этот вид можно отличить от других близких видов своей группы, встречающихся в регионе, по более широкому псемболусу (он в 1,5 раза шире тегулума). Включён в состав видовой группы Dysdera aculeata, для которой характерен удлинённый и шестиугольный карапакс, псемболус длиннее тегулума, с передним (= срединным) гребнем и заострённой вершиной. Расстояние между задними боковыми и срединными глазами (PLE и PME) менее половины их диаметра.

## Распространение
Иран, провинция Чехармехаль и Бахтиария, Zard Kuh, 32°23'N, 50°07'E, высота 2700 м.